# Suuri Mannisaari
Suuri Mannisaari är en ö i Finland. Den ligger i sjön Kuusjärvi och i kommunen Joensuu i den ekonomiska regionen  Joensuu ekonomiska region  och landskapet Norra Karelen, i den sydöstra delen av landet, 400 km nordost om huvudstaden Helsingfors. Öns area är 1,2 hektar och dess största längd är 0,5 kilometer i öst-västlig riktning.